# Elaeocarpus coorangooloo
Elaeocarpus coorangooloo är en tvåhjärtbladig växtart som beskrevs av J. F. Bailey & C. T. White. Elaeocarpus coorangooloo ingår i släktet Elaeocarpus och familjen Elaeocarpaceae. Inga underarter finns listade i Catalogue of Life.